# Chris Pearson
Pour les articles homonymes, voir Pearson.
Christopher William Pearson, né le 29 avril 1931 à Lethbridge dans la province canadienne de l'Alberta et mort le 14 février 2014 au Comté de Pulaski dans l'État américain de Virginie à l'âge de 82 ans, est un homme politique canadien.

## Biographie
Il fut le premier premier ministre du territoire du Yukon après l'avènement du gouvernement responsable, en poste de 1978 à 1985 sous la bannière du Parti progressiste-conservateur.